# Ragnar Ek
John Ragnar Gideon Ek, född 25 februari 1922 i Hogdal, död 23 mars 1981 i Strömstad, var en svensk roddare. Han tävlade för Strömstads RK.
Ek tävlade i åtta med styrman för Sverige vid olympiska sommarspelen 1952 i Helsingfors.